# Realty Income
Realty Income è una società di gestione immobiliare statunitense.
La società è una delle poche società di investimento immobiliare che paga dividendi mensilmente anziché trimestralmente e ha registrato un marchio per la frase "The Monthly Dividend Company".

## Storia
Nell'aprile 2021, Realty Income ha annunciato l'acquisizione di Vereit per 11 miliardi di dollari, seguita dalla scissione delle attività immobiliari per uffici in una nuova entità denominata Reit.